# The Mission Worker
The Mission Worker è un cortometraggio muto del 1911 scritto e diretto da Joseph A. Golden. Prodotto dalla Selig Polyscope Company, ha come interpreti Winifred Greenwood e Thomas Carrigan. Il film segna il debutto sullo schermo della ventiduenne Virginia True Boardman che qui usava ancora il suo nome da ragazza, Virginia Eames.

## Produzione
Il film fu prodotto dalla Selig Polyscope Company.

## Distribuzione
Distribuito dalla General Film Company, il film - un cortometraggio in una bobina - uscì nelle sale cinematografiche statunitensi il 19 giugno 1911.